# جون فرنسيس باركر
جون فرنسيس باركر (بالإنجليزية: John F. Parker)‏ هو سياسي أمريكي، ولد في 29 مايو 1907 في بوسطن في الولايات المتحدة، وتوفي في 1992. حزبياً، نشط في الحزب الجمهوري.